# سیسی لووینگر
سیسی لووینگر (آلمانی: Sissy Löwinger؛ ‏ ۲۲ ژوئن ۱۹۴۱ – ۲۵ سپتامبر ۲۰۱۱) بازیگر، کارگردان فیلم و مدیر تئاتر اهل اتریش بود. وی بین سال‌های ۱۹۶۰ تا ۲۰۱۱ میلادی فعالیت می‌کرد.
از فیلم‌هایی که وی در آن‌ها نقش داشته است، می‌توان به همه خانم‌های قلعه این کار را خیلی دوست دارند و قصر لذت اشاره نمود.